# Kopalina stała
Kopalina stała, kopalina skalna – skała, która nadaje się do zastosowania jako surowiec mineralny bez przetworzenia lub po przeróbce (kruszeniu, płukaniu, wzbogacaniu itp.). Jest to pojęcie niezdefiniowane w Prawie geologicznym i górniczym.